# Вікулов Володимир Іванович
Володимир Вікулов (рос. Владимир Викулов, нар. 20 липня 1946, Москва — пом. 9 серпня 2013, Москва) — радянський хокеїст, що грав на позиції крайнього нападника. Грав за збірну команду СРСР.
Олімпійський чемпіон.

## Ігрова кар'єра
Хокейну кар'єру розпочав 1963 року виступами за команду ЦСКА (Москва).
Протягом професійної клубної ігрової кар'єри, що тривала 17 років, захищав кольори команд ЦСКА (Москва) та СКА (Ленінград).
У складі ЦСКА грав в одній ланці разом з Анатолієм Фірсовим та Віктором Полупановим. Це тріо вважається найсильнішим у радянському хокеї другої половини 60-х років. А вже на початку 70-х з Фірсовим і Вікуловим грав Валерій Харламов. У сезоні 1971/72 здобули приз «Три бомбардири», як найрезультативніша ланка чемпіонату — 78 закинутих шайб.
Виступав за збірну СРСР, провів 79 ігор в її складі.

## Досягнення
У складі ЦСКА (Москва):
Чемпіонат СРСР
- Чемпіон (10): 1966, 1968, 1970—1973, 1975, 1977—1979
- Срібний призер (4): 1967, 1969, 1974, 1976

Кубок СРСР
- Володар: 1966—1969

У складі збірної СРСР:
Зимові Олімпійські ігри
- Чемпіон: 1968 (Гренобль), 1972 (Саппоро)

Чемпіонат світу
- Чемпіон (7): 1966—1971, 1975
- Срібний призер: 1972

Чемпіонат Європи
- Чемпіон (6): 1966—1970, 1975
- Срібний призер (2): 1971, 1972

## Статистика

### Клубні виступи
| Сезон         | Клуб            | Ліга          | Регулярний сезон | Регулярний сезон | Регулярний сезон | Регулярний сезон | Регулярний сезон |
| Сезон         | Клуб            | Ліга          | І                | Г                | П                | О                | ШХ               |
| ------------- | --------------- | ------------- | ---------------- | ---------------- | ---------------- | ---------------- | ---------------- |
| 1963–64       | ЦСКА (Москва)   | СРСР          | —                | 2                | —                | —                | —                |
| 1964–65       | ЦСКА (Москва)   | СРСР          | —                | 1                | —                | —                | —                |
| 1965–66       | ЦСКА (Москва)   | СРСР          | —                | 12               | —                | —                | —                |
| 1966–67       | ЦСКА (Москва)   | СРСР          | —                | 27               | —                | —                | —                |
| 1967–68       | ЦСКА (Москва)   | СРСР          | 43               | 29               | —                | —                | —                |
| 1968–69       | ЦСКА (Москва)   | СРСР          | 40               | 13               | —                | —                | —                |
| 1969–70       | ЦСКА (Москва)   | СРСР          | 43               | 25               | —                | —                | —                |
| 1970–71       | ЦСКА (Москва)   | СРСР          | 39               | 19               | —                | —                | —                |
| 1971–72       | ЦСКА (Москва)   | СРСР          | 31               | 34               | 8                | 42               | —                |
| 1972–73       | ЦСКА (Москва)   | СРСР          | 32               | 21               | 19               | 40               | —                |
| 1973–74       | ЦСКА (Москва)   | СРСР          | 34               | 14               | 19               | 33               | 18               |
| 1974–75       | ЦСКА (Москва)   | СРСР          | 36               | 17               | 23               | 40               | 26               |
| 1975–76       | ЦСКА (Москва)   | СРСР          | 35               | 19               | 17               | 36               | 18               |
| 1976–77       | ЦСКА (Москва)   | СРСР          | 35               | 22               | 18               | 40               | 12               |
| 1977–78       | ЦСКА (Москва)   | СРСР          | 34               | 12               | 22               | 34               | 12               |
| 1978–79       | ЦСКА (Москва)   | СРСР          | 33               | 12               | 10               | 22               | 14               |
| 1978–79       | СКА (Ленінград) | СРСР          | 8                | 3                | 4                | 7                | 2                |
| Усього в СРСР | Усього в СРСР   | Усього в СРСР | 441              | 282              | 140              | 422              | 102              |

### Збірна
| Рік                | Команда            | Турнір             | І  | Г  | П  | О  | ШХ |
| ------------------ | ------------------ | ------------------ | -- | -- | -- | -- | -- |
| 1966               | СРСР               | ЧС                 | 7  | 4  | 2  | 6  | 2  |
| 1967               | СРСР               | ЧС                 | 7  | 6  | 6  | 12 | 8  |
| 1968               | СРСР               | ОІ                 | 7  | 2  | 10 | 12 | 2  |
| 1969               | СРСР               | ЧС                 | 9  | 2  | 4  | 6  | 0  |
| 1970               | СРСР               | ЧС                 | 10 | 9  | 5  | 14 | 0  |
| 1971               | СРСР               | ЧС                 | 10 | 6  | 5  | 11 | 0  |
| 1972               | СРСР               | ЧС                 | 10 | 12 | 4  | 16 | 0  |
| 1972               | СРСР               | ОІ                 | 5  | 5  | 3  | 8  | 0  |
| 1972               | СРСР               | СС                 | 6  | 2  | 1  | 3  | 6  |
| 1974               | СРСР               | СС                 | 4  | 0  | 4  | 4  | 0  |
| 1976               | СРСР               | КК                 | 4  | 4  | 3  | 7  | 0  |
| Національна збірна | Національна збірна | Національна збірна | 79 | 52 | 47 | 99 | 18 |